# Herbert Schriefers
Herbert Schriefers (* 13. Januar 1924 in Gräfrath bei Solingen; † 25. April 2012) war ein deutscher Mediziner, Biochemiker und Endokrinologe.

## Werdegang
Schriefers erlangte 1942 das Abitur, danach diente er drei Jahre bei der Wehrmacht. Kurz vor Ende des Zweiten Weltkriegs wurde er verwundet und gelangte in ein von amerikanischen Truppen besetztes Lazarett. Bereits zum Wintersemester 1945/46 konnte er an der Universität Bonn ein Studium der Medizin aufnehmen. Nach dem Physikum studierte er zusätzlich Chemie und Biologie im Studiengang für Lehramtskandidaten, 1951 legte er sein medizinisches Staatsexamen ab und promovierte bei Peter Dahr (1906–1984) zum Dr. med. mit einer Arbeit zum Thema „Rh-bedingte Transfusionsstörungen“. Im selben Jahr begann er als Assistent am Institut für Physiologische Chemie der Universität Bonn. Schwerpunkt seiner Arbeit und der des Instituts war in jenen Jahren die Steroidhormon-Biochemie.
1960 habilitierte er sich für das Fach Physiologische Chemie mit seiner Habilitationsschrift „Kinetische Analyse des Steroidstoffwechsels sowie Isolierung und Identifizierung von Metaboliten bei der Rattenleberperfusion mit Corticoiden und Östrogenen“. 1965 wurde er außerplanmäßiger Professor, ab 1966 leitete er in Bonn als Wissenschaftlicher Rat die Abteilung für Experimentelle Endokrinologie.
1969 folgte er einem Ruf der erst zwei Jahre zuvor als Medizinisch-Naturwissenschaftliche Hochschule gegründeten Universität Ulm und übernahm dort Aufbau und Leitung einer Abteilung für Biochemie, ab 1979 unter dem Namen Abteilung Physiologische Chemie. In Ulm gehörte er zu den Begründern der damaligen Fakultät für Theoretische Medizin und wurde für das akademische Jahr 1969/70 deren Dekan. 1972/73 war Schriefers Präsident der Deutschen Gesellschaft für Endokrinologie, deren Ehrenmitglied er später wurde.
1974/75 wurde er an das Klinikum der damaligen Universität-Gesamthochschule Essen berufen. In Essen war er bis zu seiner Emeritierung 1989 Direktor des Physiologisch-chemischen Instituts.
Bis weit in die 1990er-Jahre hielt er Verbindungen zur Universität Ulm, so zum Beispiel als Vortragender bei Veranstaltungen des Studium generale und des Zentrums für Allgemeine Wissenschaftliche Weiterbildung. An der Universität Essen hielt er ebenfalls noch in hohem Alter Vorträge fürs Studium generale, so im Februar 2010 über „das evolutionsbiologische Menschenbild“ oder im Dezember 2011, kein halbes Jahr vor seinem Tod, zum Thema „Der Beginn menschlichen Lebens und das Recht“.

## Familie
Herbert Schriefers wurde in Gräfrath im Bergischen Land geboren, wuchs aber in Schiefbahn am linken Niederrhein auf. Dort kam Ende 1926 auch Karl-Heinz Schriefers zur Welt, welcher später in Bonn Professor für Chirurgie wurde und 1969 bis 1991 in Koblenz Chefarzt der Chirurgischen Klinik war.
Herbert Schriefers heiratete Anfang der 1950er-Jahre die Germanistin Marianne Overberg, die 1948/49 in Bonn über „Die Bedeutung der Zeit in Hermann Hesses Demian“ promoviert hatte. Aus dieser Ehe sind zwei Söhne hervorgegangen: In den 1990er-Jahren war der ältere an der Universität Hamburg als theoretischer Physiker tätig, der jüngere als Psycholinguist an der Freien Universität Berlin. Letzterer (Herbert J. Schriefers) wechselte später zur Radboud-Universität Nijmegen (Niederlande).
Zusätzlich zu seinem Faible für die Lehre, das Studium generale und fachübergreifendes Denken entwickelte Herbert Schriefers in höherem Alter als neues Interessengebiet die Thomas-Mann-Forschung, was sich in mehreren Publikationen manifestierte.

## Wissenschaftliche Leistungen
Schriefers hat als Wissenschaftler umfangreiche Untersuchungen zur Wirkung, zur Wirkungsweise und zum Stoffwechsel von Steroidhormonen durchgeführt. Auch mit dem grundlegenden Wesen der Hormone hat er sich befasst, was ihn untrennbar zu der Frage „Was ist Leben?“ führte. Im Nachruf der Universität Duisburg-Essen wird er als „Grenzgänger“ charakterisiert, der sich nicht nur ohne Scheu, sondern gerne mit Themen außerhalb seiner eigenen fachlichen Disziplinen beschäftigte. Zu den in seinem Sprachgebrauch metabiochemischen Themen gehören neben medizinhistorischen auch wissenschaftstheoretische.

„Er war selbst ein großartiger akademischer Lehrer. Allen, die ihn gehört haben, bleibt sein glänzendes, mit großer Verve gehaltenes Kolleg in bester Erinnerung. (…) Auf daß seine ungewöhnliche Schaffenskraft und seine große persönliche Ausstrahlung noch lange erhalten bleiben.“

## Auszeichnungen
- 1992 Ehrendoktorwürde der Fakultät für Theoretische Medizin der Universität Ulm

## Publikationen
Beispiele für interdisziplinäre Beiträge außerhalb von Schriefers’ eigentlichem Fachgebiet Endokrinologie:
- „Biochemie der Entstehung des Lebens“ (1976, Bibliografie, 303 Seiten, mit Margarete Rehm)[9]
- „Was ist Leben?“ (1982, 221 Seiten)[10]
- „Glanz und Elend des Reduktionismus in den biologischen Wissenschaften“ (1984, Aufsatz)[11]